# Sideritis lanata
Sideritis lanata är en kransblommig växtart som beskrevs av Carl von Linné. Sideritis lanata ingår i släktet sårmyntor, och familjen kransblommiga växter. Inga underarter finns listade i Catalogue of Life.